# Ernst Hartwig
Carl Ernst Albrecht Hartwig, född 14 januari 1851 i Frankfurt am Main, död 3 maj 1923, var en tysk astronom.
Efter matematiska och astronomiska studier i Erlangen, Leipzig, Göttingen och München blev han 1874 assistent vid observatoriet i Strassburg, och efter att 1884-85 ha varit anställd som observator vid observatoriet i Dorpat, kallades han 1886 till professor och direktor för det nyupprättade observatoriet i Bamberg. Åren 1882-83 var han ledare av den tyska astronomiska expeditionen till Argentina för observation av Venuspassagen. 
Förutom en del observationer av kometer och stjärnbetäckningar, heliometermätningar av månen, planeter och fixstjärnor m.m. utförde han särskilt omfattande undersökningar över variabla stjärnor, och publicerade från 1891 i "Vierteljahrsschrift der astronomischen Gesellschaft" årligen Ephemeriden veränderlicher Sterne. Han upptäckte 1885 en supernova i Andromedagalaxen.
Bland hans övriga arbeten märks Untersuchungen über die Durchmesser der Planeten Venus und Mars (1879) och Beitrag zur Bestimmung der physischen Libration des Mondes aus Beobachtungen am Strassburger Heliometer (1880). Han utgav 1918 band I av den av honom i förening med Nils Dunér och Gustav Müller (på uppdrag av Astronomische Gesellschaft) utarbetade katalogen över variabla stjärnor.